# آمار انتخابات ریاست‌جمهوری ایران (۱۳۸۸)
در دهمین انتخابات ریاست جمهوری ایران (۱۳۸۸)، ۴۶٬۱۹۹٬۹۹۷ واجد شرایط رأی دادن بودند. ۸۵ درصد واجدین شرایط در رای‌گیری شرکت کردند. استان یزد و استان مازندران با درصد مشارکت حدود ۱۰۰ درصد بالاترین میزان مشارکت در بین استان‌های کشور را داشتند.

## شمار واجدین رأی‌دادن
همه ایرانیانی که ۱۸ سال تمام دارند می‌توانند در انتخابات ریاست جمهوری شرکت کنند (تا قبل از سال ۱۳۸۵ شرط سنی، ورود به ۱۶ سالگی بود، هنوز در سایت وزارت کشور قانون قبلی به روز نشده‌است، در حال حاضر برای انتخابات مجلس نیز شرط سنی رای‌دهندگان ۱۸ سال تمام یعنی ورود به ۱۹ سالگی است  ). براساس آمار اعلام شده توسط مرکز آمار ایران تعداد واجدین رأی دادن در دهمین دوره انتخابات ریاست جمهوری ۴۶٬۱۹۹٬۹۹۷ نفر است. آمار واجدین شرایط به تفکیک استان به شرح زیر است:
| نام استان           | شمار واجدین شرایط در انتخابات ریاست جمهوری دهم |
| ------------------- | ---------------------------------------------- |
| آذربایجان شرقی      | ۲٬۴۶۱٬۵۵۳ نفر                                  |
| آذربایجان غربی      | ۱٬۸۸۳٬۱۴۴ نفر                                  |
| اردبیل              | ۸۰۴٬۸۸۱ نفر                                    |
| اصفهان              | ۲٬۹۸۷٬۹۴۶ نفر                                  |
| ایلام               | ۳۵۷٬۶۸۷ نفر                                    |
| بوشهر               | ۵۸۰٬۸۲۲ نفر                                    |
| تهران               | ۸٬۷۹۶٬۴۶۶ نفر                                  |
| چهارمحال و بختیاری  | ۵۶۲٬۲۳۸ نفر                                    |
| خراسان جنوبی        | ۴۴۵٬۴۸۰ نفر                                    |
| خراسان رضوی         | ۳٬۴۲۵٬۸۸۲ نفر                                  |
| خراسان شمالی        | ۴۸۴٬۳۲۶ نفر                                    |
| خوزستان             | ۲٬۸۰۱٬۶۴۴ نفر                                  |
| زنجان               | ۶۳۲٬۱۶۰ نفر                                    |
| سمنان               | ۴۳۶٬۴۹۲ نفر                                    |
| سیستان و بلوچستان   | ۱٬۳۰۶٬۶۲۴ نفر                                  |
| فارس                | ۲٬۸۴۲٬۲۰۹ نفر                                  |
| قزوین               | ۷۴۹٬۲۰۵ نفر                                    |
| قم                  | ۶۵۵٬۹۸۸ نفر                                    |
| کردستان             | ۹۴۳٬۸۱۸ نفر                                    |
| کرمان               | ۱٬۷۳۸٬۲۸۰ نفر                                  |
| کرمانشاه            | ۱٬۲۳۱٬۶۷۲ نفر                                  |
| کهگیلویه و بویراحمد | ۴۱۵٬۶۹۴ نفر                                    |
| گلستان              | ۱٬۰۵۹٬۷۶۹ نفر                                  |
| گیلان               | ۱٬۵۷۶٬۰۴۶ نفر                                  |
| لرستان              | ۱٬۱۲۴٬۹۴۰ نفر                                  |
| مازندران            | ۱٬۹۱۵٬۲۴۰ نفر                                  |
| مرکزی               | ۸۸۵٬۵۵۷ نفر                                    |
| هرمزگان             | ۹۱۹٬۹۰۸ نفر                                    |
| همدان               | ۱٬۲۵۶٬۲۵۰ نفر                                  |
| یزد                 | ۶۰۹٬۳۴۱ نفر                                    |

## تعداد کارتهای تعرفه
بنا بر اطلاعات داده شده توسط وزارت کشور ایران، ۵۷ میلیون تعرفه انتخاباتی برای انتخابات در نظر گرفته شده‌است که از این بین، ۴۰۰ هزار تعرفه در اختیار شعبه‌های اخذ رأی در خارج از کشور قرار می‌گیرد. وزارت کشور در مورد علت تعداد بالاتر تعرفه‌ها نسبت به واجدین شرایط آن را یک روال همچون انتخابات پیشین عنوان کرده‌است.

## شمار داوطلبان نامزدی
داوطلبان از روز ۱۵ اردیبهشت الی ۲۰ اردیبهشت جهت ثبت نام در این دوره ریاست جمهوری فرصت داشتند. در مجموع این پنج روز، ۴۷۵ نفر ثبت نام کردند.

## شمار نمایندگان کاندیداها
هر کاندیدا ی انتخاباتی می‌تواند برای هر شعبه یک نماینده از طرف خود داشته باشد. تعداد کل نمایندگان مجاز درسراسر کشور از سوی یک کاندیدای مشخص ۴۸ هزار نفر می‌باشد.

## شمار حوزه‌های اخذ رای‌گیری به تفکیک استان
شمار حوزه‌های انتخاباتی در سراسر کشور ۴۸ هزار شعبه می‌باشد. ۲۹۰ شعبه نیز در خارج ازکشور می‌باشد.

## نتایج نهایی انتخابات دور دهم
نتایج نهایی دهمین دورهٔ انتخابات ریاست جمهوری اسلامی ایران به تفکیک استان در زیر آمده‌است. رنگ سبز در جلوی هر استان، نشان از پیروزی نامزد موردنظر در آن استان است.
| نام استان           | کل آرای مأخوذه | باطلهٔ مأخوذه | آرای صحیح  | احمدی‌نژاد  | رضایی   | کروبی   | موسوی      |
| ------------------- | -------------- | ------------ | ---------- | ---------- | ------- | ------- | ---------- |
| آذربایجان شرقی      | ۲٬۰۱۰٬۳۵۰      | ۱۷٬۲۰۵       | ۱٬۹۹۳٬۱۳۵  | ۱٬۱۳۱٬۱۱۱  | ۱۶٬۹۲۰  | ۷٬۲۴۶   | ۸۳۷٬۸۵۷    |
| آذربایجان غربی      | ۱٬۳۳۴٬۳۵۶      | ۲۰٬۰۹۴       | ۱٬۳۱۴٬۲۶۲  | ۶۲۳٬۹۴۶    | ۱۲٬۱۹۹  | ۲۱٬۶۰۹  | ۶۵۶٬۵۰۸    |
| اردبیل              | ۶۴۲٬۰۰۵        | ۴٬۳۷۲        | ۶۳۷٬۶۳۳    | ۳۲۵٬۹۱۱    | ۶٬۵۷۸   | ۲٬۳۱۹   | ۳۰۲٬۸۲۵    |
| اصفهان              | ۲٬۶۳۷٬۴۸۲      | ۲۵٬۱۶۳       | ۲٬۶۱۲٬۳۱۹  | ۱٬۷۹۹٬۲۵۵  | ۵۱٬۷۸۸  | ۱۴٬۵۷۹  | ۷۴۶٬۶۹۷    |
| ایلام               | ۳۱۲٬۶۶۷        | ۳٬۴۹۵        | ۳۰۹٬۱۷۲    | ۱۹۹٬۶۵۴    | ۵٬۲۲۱   | ۷٬۴۷۱   | ۹۶٬۸۲۶     |
| بوشهر               | ۴۹۳٬۹۸۹        | ۶٬۱۹۳        | ۴۸۷٬۷۹۶    | ۲۹۹٬۳۵۷    | ۷٬۶۰۸   | ۳٬۵۶۳   | ۱۷۷٬۲۶۸    |
| تهران               | ۷٬۵۲۱٬۵۴۰      | ۱۱۵٬۷۰۱      | ۷٬۴۰۵٬۸۳۹  | ۳٬۸۱۹٬۴۹۵  | ۱۴۷٬۴۸۷ | ۶۷٬۳۳۴  | ۳٬۳۷۱٬۵۲۳  |
| چهارمحال و بختیاری  | ۴۹۵٬۴۴۶        | ۲٬۹۵۳        | ۴۹۲٬۴۹۳    | ۳۵۹٬۵۷۸    | ۲۲٬۶۸۹  | ۴٬۱۲۷   | ۱۰۶٬۰۹۹    |
| خراسان جنوبی        | ۳۸۳٬۱۵۷        | ۱٬۹۲۰        | ۳۸۱٬۲۳۷    | ۲۸۵٬۹۸۴    | ۳٬۹۶۲   | ۹۲۸     | ۹۰٬۳۶۳     |
| خراسان رضوی         | ۳٬۱۸۱٬۹۹۰      | ۲۴٬۲۴۹       | ۳٬۱۵۷٬۷۴۱  | ۲٬۲۱۴٬۸۰۱  | ۴۴٬۸۰۹  | ۱۳٬۵۶۱  | ۸۸۴٬۵۷۰    |
| خراسان شمالی        | ۴۶۴٬۰۰۱        | ۳٬۰۷۲        | ۴۶۰٬۹۲۹    | ۳۴۱٬۱۰۴    | ۴٬۱۲۹   | ۲٬۴۷۸   | ۱۱۳٬۲۱۸    |
| خوزستان             | ۲٬۰۳۸٬۸۴۵      | ۲۸٬۰۲۲       | ۲٬۰۱۰٬۸۲۳  | ۱٬۳۰۳٬۱۲۹  | ۱۳۹٬۱۲۴ | ۱۵٬۹۳۴  | ۵۵۲٬۶۳۶    |
| زنجان               | ۵۸۵٬۷۲۱        | ۵٬۱۸۱        | ۵۸۰٬۵۴۰    | ۴۴۴٬۴۸۰    | ۷٬۲۷۶   | ۲٬۲۲۳   | ۱۲۶٬۵۶۱    |
| سمنان               | ۳۸۳٬۳۰۸        | ۳٬۷۹۰        | ۳۷۹٬۵۱۸    | ۲۹۵٬۱۷۷    | ۴٬۴۴۰   | ۲٬۱۴۷   | ۷۷٬۷۵۴     |
| سیستان و بلوچستان   | ۹۸۲٬۹۲۰        | ۵٬۵۸۵        | ۹۷۷٬۳۳۵    | ۴۵۰٬۲۶۹    | ۶٬۶۱۶   | ۱۲٬۵۰۴  | ۵۰۷٬۹۴۶    |
| فارس                | ۲٬۵۲۳٬۳۰۰      | ۱۸٬۳۶۲       | ۲٬۵۰۴٬۹۳۸  | ۱٬۷۵۸٬۰۲۶  | ۲۳٬۸۷۱  | ۱۶٬۲۷۷  | ۷۰۶٬۷۶۴    |
| قزوین               | ۶۹۲٬۳۵۵        | ۶٬۰۸۴        | ۶۸۶٬۲۷۱    | ۴۹۸٬۰۶۱    | ۷٬۹۷۸   | ۲٬۶۹۰   | ۱۷۷٬۵۴۲    |
| قم                  | ۵۹۹٬۰۴۰        | ۹٬۵۰۵        | ۵۸۹٬۵۳۵    | ۴۲۲٬۴۵۷    | ۱۶٬۲۹۷  | ۲٬۳۱۴   | ۱۴۸٬۴۶۷    |
| کردستان             | ۶۱۰٬۷۵۶        | ۱۲٬۲۹۳       | ۵۹۸٬۴۶۳    | ۳۱۵٬۶۸۹    | ۷٬۱۴۰   | ۱۳٬۸۶۲  | ۲۶۱٬۷۷۲    |
| کرمان               | ۱٬۵۰۵٬۸۱۴      | ۱۰٬۱۲۵       | ۱٬۴۹۵٬۶۸۹  | ۱٬۱۶۰٬۴۴۶  | ۱۲٬۰۱۶  | ۴٬۹۷۷   | ۳۱۸٬۲۵۰    |
| کرمانشاه            | ۹۸۳٬۴۲۲        | ۱۳٬۶۱۰       | ۹۶۹٬۸۱۲    | ۵۷۳٬۵۶۸    | ۱۱٬۲۵۸  | ۱۰٬۷۹۸  | ۳۷۴٬۱۸۸    |
| کهگیلویه و بویراحمد | ۳۶۸٬۷۰۷        | ۲٬۹۹۲        | ۳۶۵٬۷۱۵    | ۲۵۳٬۹۶۲    | ۸٬۵۴۲   | ۴٬۲۷۴   | ۹۸٬۹۳۷     |
| گلستان              | ۸۶۹٬۴۵۳        | ۱۲٬۳۵۲       | ۸۵۷٬۱۰۱    | ۵۱۵٬۲۱۱    | ۵٬۹۸۷   | ۱۰٬۰۹۷  | ۳۲۵٬۸۰۶    |
| گیلان               | ۱٬۴۸۳٬۲۵۸      | ۱۱٬۶۷۴       | ۱٬۴۷۱٬۵۸۴  | ۹۹۸٬۵۷۳    | ۱۲٬۰۲۲  | ۷٬۱۸۳   | ۴۵۳٬۸۰۶    |
| لرستان              | ۹۶۴٬۲۷۰        | ۸٬۳۲۹        | ۹۵۵٬۹۴۱    | ۶۷۷٬۸۲۹    | ۱۴٬۹۲۰  | ۴۴٬۰۳۶  | ۲۱۹٬۱۵۶    |
| مازندران            | ۱٬۹۱۹٬۸۳۸      | ۱۵٬۵۷۱       | ۱٬۹۰۴٬۲۶۷  | ۱٬۲۸۹٬۲۵۷  | ۱۹٬۵۸۷  | ۱۰٬۰۵۰  | ۵۸۵٬۳۷۳    |
| مرکزی               | ۷۸۵٬۹۶۱        | ۷٬۸۹۲        | ۷۷۸٬۰۶۹    | ۵۷۲٬۹۸۸    | ۱۰٬۰۵۷  | ۴٬۶۷۵   | ۱۹۰٬۳۴۹    |
| هرمزگان             | ۷۴۳٬۰۲۴        | ۵٬۶۸۳        | ۷۳۷٬۳۴۱    | ۴۸۲٬۹۹۰    | ۷٬۲۳۷   | ۵٬۱۲۶   | ۲۴۱٬۹۸۸    |
| همدان               | ۱٬۰۱۹٬۱۶۹      | ۹٬۸۱۶        | ۱٬۰۰۹٬۳۵۳  | ۷۶۵٬۷۲۳    | ۱۳٬۱۱۷  | ۱۲٬۰۳۲  | ۲۱۸٬۴۸۱    |
| یزد                 | ۶۰۹٬۸۵۶        | ۵٬۹۰۸        | ۶۰۳٬۹۴۸    | ۳۳۷٬۱۷۸    | ۸٬۴۰۶   | ۲٬۵۶۵   | ۲۵۵٬۷۹۹    |
| مجموع               | ۳۹٫۱۶۵٫۱۹۱     | ۱۲           | ۳۸٬۷۵۵٬۸۰۲ | ۲۴٬۵۲۷٬۵۱۶ | ۶۷۸٬۲۴۰ | ۳۳۳٬۶۳۵ | ۱۳٬۲۱۶٬۴۱۱ |